# Bob Clarke Trophy
Bob Clarke Trophy je hokejová trofej udělovaná každoročně nejproduktivnějšímu hráči juniorské ligy Western Hockey League. Trofej je pojmenována po Bobbym Clarkovi, který jako hráč začínal ve WHL a současně je členem hokejové síně slávy.

## Držitelé Bob Clarke Trophy
| Sezóna  | Jméno                      | Tým                    | Body                                |
| ------- | -------------------------- | ---------------------- | ----------------------------------- |
| 2017-18 | Jayden Halbgewachs         | Moose Jaw Warriors     | 129 bodů (70 branek, 59 asistencí)  |
| 2016-17 | Sam Steel                  | Regina Pats            | 131 bodů (50 branek, 81 asistencí)  |
| 2015-16 | Adam Brooks                | Regina Pats            | 120 bodů (38 branek, 82 asistencí)  |
| 2014-15 | Oliver Bjorkstrand         | Portland Winterhawks   | 118 bodů (63 branek, 55 asistencí)  |
| 2013-14 | Mitch Holmberg             | Spokane Chiefs         | 118 bodů (62 branek, 56 asistencí)  |
| 2012-13 | Nicolas Petan              | Portland Winterhawks   | 120 bodů (46 branek, 74 asistencí)  |
| 2011–12 | Brendan Shinnimin          | Tri-City Americans     | 134 bodů (58 branek, 76 asistencí)  |
| 2010-11 | Linden Vey                 | Medicine Hat Tigers    | 116 bodů (46 branek, 70 asistencí)  |
| 2009–10 | Brandon Kozun              | Calgary Hitmen         | 107 bodů (32 branek, 75 asistencí)  |
| 2008–09 | Casey Pierro-Zabotel       | Vancouver Giants       | 115 bodů (36 branek, 79 asistencí)  |
| 2007–08 | Mark Santorelli            | Chilliwack Bruins      | 101 bodů (27 branek, 74 asistencí)  |
| 2006–07 | Zach Hamill                | Everett Silvertips     | 93 bodů (32 branek, 61 asistencí)   |
| 2005–06 | Troy Brouwer               | Moose Jaw Warriors     | 102 bodů (49 branek, 53 asistencí)  |
| 2004–05 | Eric Fehr                  | Brandon Wheat Kings    | 111 bodů (59 branek, 52 asistencí)  |
| 2003–04 | Tyler Redenbach            | Swift Current Broncos  | 105 bodů (31 branek, 74 asistencí)  |
| 2002–03 | Erik Christensen           | Kamloops Blazers       | 108 bodů (54 branek, 54 asistencí)  |
| 2001–02 | Nathan Barrett             | Lethbridge Hurricanes  | 107 bodů (45 branek, 62 asistencí)  |
| 2000–01 | Justin Mapletoft           | Red Deer Rebels        | 120 bodů (43 branek, 77 asistencí)  |
| 1999–00 | Brad Moran                 | Calgary Hitmen         | 120 bodů (48 branek, 72 asistencí)  |
| 1998–99 | Pavel Brendl               | Calgary Hitmen         | 134 bodů (73 branek, 61 asistencí)  |
| 1997–98 | Sergej Varlamov            | Swift Current Broncos  | 119 bodů (66 branek, 53 asistencí)  |
| 1996–97 | Todd Robinson              | Portland Winter Hawks  | 134 bodů (38 branek, 96 asistencí)  |
| 1995–96 | Mark Deyell                | Saskatoon Blades       | 159 bodů (61 branek, 98 asistencí)  |
| 1994–95 | Daymond Langkow            | Tri-City Americans     | 140 bodů (67 branek, 73 asistencí)  |
| 1993–94 | Lonny Bohonos              | Portland Winter Hawks  | 152 bodů (62 branek, 90 asistencí)  |
| 1992–93 | Jason Krywulak             | Swift Current Broncos  | 162 bodů (81 branek, 81 asistencí)  |
| 1991–92 | Kevin St. Jaques           | Lethbridge Hurricanes  | 140 bodů (65 branek, 75 asistencí)  |
| 1990–91 | Ray Whitney                | Spokane Chiefs         | 185 bodů (67 branek, 118 asistencí) |
| 1989–90 | Len Barrie                 | Kamloops Blazers       | 185 bodů (85 branek, 100 asistencí) |
| 1988–89 | Dennis Holland             | Portland Winter Hawks  | 167 bodů (82 branek, 85 asistencí)  |
| 1987–88 | (remizoval) Joe Sakic      | Swift Current Broncos  | 160 bodů (78 branek, 82 asistencí)  |
|         | (remizoval) Theoren Fleury | Moose Jaw Warriors     | 160 bodů (68 branek, 92 asistencí)  |
| 1986–87 | (Východ) Craig Endean      | Regina Pats            | 146 bodů(69 branek, 77 asistencí)   |
|         | (Západ) Rob Brown          | Kamloops Blazers       | 212 bodů (76 branek, 136 asistencí) |
| 1985–86 | Rob Brown                  | Kamloops Blazers       | 173 bodů (58 branek, 115 asistencí) |
| 1984–85 | Cliff Ronning              | New Westminster Bruins | 197 bodů (89 branek, 108 asistencí) |
| 1983–84 | Ray Ferraro                | Brandon Wheat Kings    | 192 bodů (108 branek, 84 asistencí) |
| 1982–83 | Dale Derkatch              | Regina Pats            | 179 bodů (84 branek, 95 asistencí)  |
| 1981–82 | Jock Callander             | Regina Pats            | 190 bodů (79 branek, 111 asistencí) |
| 1980–81 | Brian Varga                | Regina Pats            | 160 bodů (64 branek, 96 asistencí)  |
| 1979–80 | Doug Wickenheiser          | Regina Pats            | 170 bodů (89 branek, 81 asistencí)  |
| 1978–79 | Brian Propp                | Brandon Wheat Kings    | 194 bodů (94 branek, 100 asistencí) |
| 1977–78 | Brian Propp                | Brandon Wheat Kings    | 182 bodů (70 branek, 112 asistencí) |
| 1976–77 | Bill Derlago               | Brandon Wheat Kings    | 178 bodů (96 branek, 82 asistencí)  |
| 1975–76 | Bernie Federko             | Saskatoon Blades       | 187 bodů (72 branek, 115 asistencí) |
| 1974–75 | Mel Bridgman               | Victoria Cougars       | 157 bodů (66 branek, 91 asistencí)  |
| 1973–74 | Ron Chipperfield           | Brandon Wheat Kings    | 162 bodů (90 branek, 72 asistencí)  |
| 1972–73 | Tom Lysiak                 | Medicine Hat Tigers    | 154 bodů (58 branek, 96 asistencí)  |
| 1971–72 | Tom Lysiak                 | Medicine Hat Tigers    | 143 bodů (46 branek, 97 asistencí)  |
| 1970–71 | Chuck Arnason              | Flin Flon Bombers      | 163 bodů (79 branek, 84 asistencí)  |
| 1969–70 | Reggie Leach               | Flin Flon Bombers      | 111 bodů (65 branek, 46 asistencí)  |
| 1968–69 | Bobby Clarke               | Flin Flon Bombers      | 137 bodů (51 branek, 86 asistencí)  |
| 1967–68 | Bobby Clarke               | Flin Flon Bombers      | 168 bodů (51 branek, 117 asistencí) |
| 1966–67 | Gerry Pinder               | Saskatoon Blades       | 140 bodů (78 branek, 62 asistencí)  |